# 石英中
石英中（1498年—1529年），字子珍，直隶松江府上海县人。明朝官员。

## 生平
治《易經》，由縣學生中式嘉靖元年（1522年）壬午科應天府鄉試第三十八名舉人，嘉靖二年（1523年）聯捷癸未科會試第三十四名，第二甲第四名進士。官刑部主事。石英中为人负才放诞，目中无人，常抚乃翁背曰：“如此狗形，乃能生书。”嘉靖七年，石英中的家僮与媵妾私通，被石英中发觉后处死并碎尸，并令家仆将尸体扔到邻居的井里。后来这件事被人告发，他被罢官下狱，刑部以故意杀人罪，判其死刑。

## 著作
著述古乐府《纪梦》、《七宣》等，含讥隐刺，类邹阳、枚乘，而绮丽过之。《四库总目》有《石比部集》八卷，作于狱中。

## 家族
曾祖石銘；祖石廷玉；父石泉，典史。母张氏。重庆下，兄美中、润中、韫中、彦中；弟懿中。從子石應期。